# Republikanska futbolna divizija 1948-1949
La Republikanska futbolna divizija 1948-1949 fu la 25ª edizione della massima serie del campionato di calcio bulgaro disputato tra il 9 ottobre 1948 e il 17 luglio 1949 e concluso con la vittoria del Levski Sofia, al suo sesto titolo.

## Formula
Venne deciso il ritorno al girone unico con dieci squadre tra le quali cinque di Sofia che disputarono un girone di andata e ritorno per un totale di 18 partite.
L'ultima classificata fu retrocessa in seconda serie mentre penultima, terzultima e quartultima spareggiarono rispettivamente contro la quarta, terza e seconda classificata della seconda divisione per la permanenza in massima serie con gara di andata e ritorno.

## Squadre partecipanti
| Club            | Città   | Stadio | Posizione 1948 |
| --------------- | ------- | ------ | -------------- |
| Levski Sofia    | Sofia   |        |                |
| CDNV Sofia      | Sofia   |        |                |
| Lokomotiv Sofia | Sofia   |        |                |
| Slavia Sofia    | Sofia   |        |                |
| Spartak Sofia   | Sofia   |        |                |
| Botev Varna     | Varna   |        |                |
| Slavia Plovdiv  | Plovdiv |        |                |
| Marek Dupnitsa  | Dupnica |        |                |
| Benkovski Vidin | Vidin   |        |                |
| Botev Burgas    | Burgas  |        |                |

## Classifica finale
| Pos. | Squadra         | G  | V  | N | P  | GF | GS | Punti |
| ---- | --------------- | -- | -- | - | -- | -- | -- | ----- |
| 1    | Levski Sofia    | 18 | 15 | 3 | 0  | 44 | 8  | 33    |
| 2    | CDNV Sofia      | 18 | 10 | 4 | 4  | 28 | 15 | 24    |
| 3    | Lokomotiv Sofia | 18 | 8  | 5 | 5  | 25 | 17 | 21    |
| 4    | Slavia Sofia    | 18 | 9  | 3 | 6  | 29 | 20 | 21    |
| 5    | Spartak Sofia   | 18 | 8  | 5 | 5  | 23 | 18 | 21    |
| 6    | Botev Varna     | 18 | 9  | 3 | 6  | 30 | 25 | 21    |
| 7    | Slavia Plovdiv  | 18 | 4  | 8 | 6  | 16 | 21 | 16    |
| 8    | Marek Dupnitsa  | 18 | 2  | 4 | 12 | 16 | 42 | 8     |
| 9    | Benkovski Vidin | 18 | 2  | 4 | 12 | 13 | 35 | 8     |
| 10   | Botev Burgas    | 18 | 2  | 3 | 13 | 15 | 38 | 7     |

### Spareggio promozione retrocessione
- Rosstroy Pavlikeni[1] 4 - 6-Slavia Plovdiv Andata: 2 - 2 Ritorno: 2 - 4
- Benkovski Vidin1 - 3-Botev Plovdiv[1] Andata: 1 - 3 Ritorno: 0 - 0
- Septemvri Sofia[1] 2 - 3-Marek Dupnitsa Andata: 2 - 0 Ritorno: 0 - 2Spareggio: 0 - 1

## Capocannonieri
11 goal
- Dimităr Milanov (CDNV Sofia)
- Nedko Nedev (Botev Varna)